# Respuesta SOS

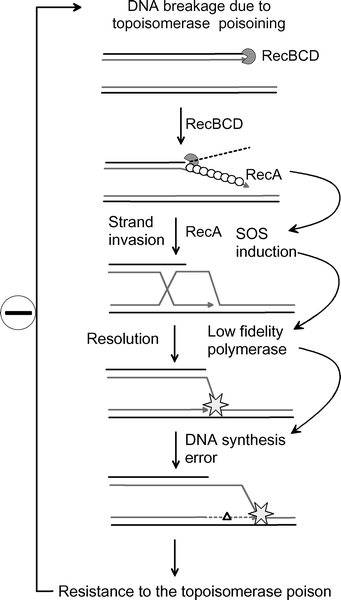
Un modelo para la evolución dependiente de SOS hacia la resistencia a los antibióticos.

La respuesta SOS es una respuesta global al daño del ADN que se produce cuando los daños acumulados son tantos que impiden el avance de la maquinaria de replicación. Fue descubierta por Miroslav Radman en 1975, y consiste en emplear  polimerasas de by-pass para rellenar huecos con nucleótidos al azar.

## Mecanismo de acción
- En procariotas: los daños producidos por la acumulación de zonas de ADN monocatenario (por pérdidas de nucleótidos en la cadena complementaria) actúan como señal para que una proteína, RecA, induzca al represor génico de las polimerasas de bypass a autohidrolizarse (autodestruirse). Estas polimerasas sustituyen a la ADN-Pol III uniéndose a su abrazadera. Debido a la baja procesividad de estas polimerasas (se unen y separan del ADN con facilidad) pueden sobrepasar la zona de daño y rellenar el hueco.

Tras eso se vuelve a reclutar a la polimerasa III para continuar la síntesis. 
- En eucariotas: el sistema es análogo al de procariotas, pero con una diferencia importante. Las polimerasas de bypass en eucariotas son constitutivas, están presentes habitualmente en el citoplasma, y no en respuesta al daño. Sin embargo, la acumulación de daños actúa como señal para que se regule su acción: unido al ADN hay una abrazadera (PCNA) que se une a las polimerasas. En estado normal (sin daños), ésta tiene un solo residuo de ubiquitina, con lo que atrae a las polimerasas habituales. Pero cuando hay muchos daños, la abrazadera recibe más ubiquitinas, y en este estado se une a las polimerasas de by-pass.

Hay que destacar que la ubiquitinación, normalmente, marca proteínas para ser degradadas por los proteasomas. Se ignora por qué en este sistema la ubiquitinación no provoca la degradación de la abrazadera.